# جاتایو ایرلاینز
جاتایو ایرلاینز (به انگلیسی: Jatayu Airlines) یک شرکت هواپیمایی با کد یاتا JZ است که در تاریخ ۲۰۰۰ میلادی تأسیس شده است. دفتر مرکزی جاتایو ایرلاینز در جاکارتا، اندونزی واقع شده‌است و قطب این شرکت هواپیمایی در فرودگاه بین‌المللی سوئکارنو-هتا قرار دارد و به ۱۰ مقصد، پرواز مستقیم انجام می‌دهد.